# Kayden Jackson
Kayden Pastel Dunn Jackson (Bradford, 22 febbraio 1994) è un calciatore inglese, attaccante del Derby County.

## Carriera
Ha giocato nella seconda divisione inglese con Ipswich Town e Derby County.

## Statistiche

### Presenze e reti nei club
Statistiche aggiornate al 4 maggio 2024.
| Stagione                  | Squadra                   | Campionato                | Campionato | Campionato | Coppe nazionali | Coppe nazionali | Coppe nazionali | Coppe continentali | Coppe continentali | Coppe continentali | Altre coppe | Altre coppe | Altre coppe | Totale | Totale |
| Stagione                  | Squadra                   | Comp                      | Pres       | Reti       | Comp            | Pres            | Reti            | Comp               | Pres               | Reti               | Comp        | Pres        | Reti        | Pres   | Reti   |
| ------------------------- | ------------------------- | ------------------------- | ---------- | ---------- | --------------- | --------------- | --------------- | ------------------ | ------------------ | ------------------ | ----------- | ----------- | ----------- | ------ | ------ |
| 2015-2016                 | Wrexham                   | NL                        | 36         | 4          | FACup           | 1               | 0               | -                  | -                  | -                  | FAT         | 1           | 0           | 38     | 4      |
| 2016-2017                 | Grimsby Town              | FL2                       | 20         | 1          | FACup+CdL       | 1+1             | 0               | -                  | -                  | -                  | EFLT        | 2           | 1           | 24     | 1      |
| 2017-2018                 | Accrington Stanley        | FL2                       | 44         | 15         | FACup+CdL       | 2+2             | 0               | -                  | -                  | -                  | EFLT        | 1           | 0           | 49     | 15     |
| ago. 2018                 | Accrington Stanley        | FL1                       | 1          | 0          | FACup+CdL       | -               | -               | -                  | -                  | -                  | EFLT        | -           | -           | 1      | 0      |
| Totale Accrington Stanley | Totale Accrington Stanley | Totale Accrington Stanley | 45         | 15         |                 | 4               | 0               |                    | -                  | -                  |             | 1           | 0           | 50     | 15     |
| ago. 2018-2019            | Ipswich Town              | FLC                       | 36         | 3          | FACup+CdL       | 1+1             | 0+1             | -                  | -                  | -                  | -           | -           | -           | 38     | 4      |
| 2019-2020                 | Ipswich Town              | FL1                       | 32         | 11         | FACup+CdL       | 2+1             | 0               | -                  | -                  | -                  | EFLT        | 1           | 0           | 36     | 11     |
| 2020-2021                 | Ipswich Town              | FL1                       | 25         | 1          | FACup+CdL       | 0+0             | 0               | -                  | -                  | -                  | EFLT        | 0           | 0           | 25     | 1      |
| 2021-2022                 | Ipswich Town              | FLC                       | 12         | 3          | FACup+CdL       | 3+1             | 0               | -                  | -                  | -                  | EFLT        | 3           | 2           | 19     | 5      |
| 2022-2023                 | Ipswich Town              | FL1                       | 38         | 3          | FACup+CdL       | 5+1             | 1+0             | -                  | -                  | -                  | EFLT        | 4           | 0           | 48     | 4      |
| 2023-2024                 | Ipswich Town              | FLC                       | 29         | 3          | FACup+CdL       | 0+4             | 0               | -                  | -                  | -                  | -           | -           | -           | 33     | 3      |
| Totale Ipswich Town       | Totale Ipswich Town       | Totale Ipswich Town       | 172        | 24         |                 | 19              | 2               |                    | -                  | -                  |             | 8           | 2           | 199    | 28     |
| Totale carriera           | Totale carriera           | Totale carriera           | 273        | 44         |                 | 26              | 2               |                    | -                  | -                  |             | 12          | 3           | 311    | 49     |

## Palmarès

### Club

#### Competizioni nazionali
- Campionato inglese di quarta divisione: 1

Accrington Stanley: 2017-2018